# Możajsk (stacja kolejowa)
Możajsk (ros. Можайск) – stacja kolejowa w miejscowości Możajsk, w rejonie możajskim, w obwodzie moskiewskim, w Rosji. Położona jest na linii Moskwa – Mińsk – Brześć.

## Historia
Stacja powstała w XIX w. na drodze żelaznej moskiewsko-brzeskiej, pomiędzy stacjami Szełkowka i Borodino.